# Ana Ipătescu
Ana Ipătescu (z domu Ghiulerasă; ur. w 1805 w Bukareszcie, zm. 13 marca 1875 tamże) – bohaterka Wiosny Ludów w Rumunii.
Pochodziła z rodziny bojarskiej. Jej ojciec był właścicielem kawiarni w dzielnicy Bukaresztu Olarilor. Uczęszczała do szkoły dla dziewcząt w Bukareszcie. Jej pierwsze małżeństwo z dzierżawcą ziemskim Dimitrie Ivanceą trwało od 1828 do 1831 i zakończyło się rozwodem. Ponownie wyszła za mąż za urzędnika Ministerstwa Skarbu Wołoszczyzny Nicolae Ipătescu, dzięki któremu nawiązała kontakty z członkami tajnej organizacji Frăția przygotowującymi rewolucję, do której doszło w Bukareszcie 9 czerwca 1848. Gdy 19 czerwca tego roku pułkownicy Ioan Odobescu i Ioan Solomon wzniecili kontrrewolucyjny pucz i aresztowali członków Rządu Tymczasowego, stanęła na czele tłumu domagającego się ich uwolnienia. Według świadków wydarzenia i ówczesnej prasy, m.in. Allgemeine Osterreichische Zeitung, jako jedna z nielicznych demonstrantów była uzbrojona w dwa pistolety. Miała dołączyć do pochodu na ulicy Podul Mogosoaiei (obecna nazwa - Calea Victoriei), krzycząc „Odwagi, dzieci, śmierć zdrajcom.” Demonstracja pomogła członkom Rządu Tymczasowego doczekać zbrojnej odsieczy i stłumić pucz. Po upadku rewolucji w latach 1849-1850 skutecznie zabiegała u władz tureckich o umożliwienie powrotu z wygnania męża i jego brata Grigore. Po śmierci Grigore Ipătescu w 1852 opiekowała się jego synem, który walczył jako generał w wojnie rosyjsko-tureckiej 1877-78. Została pochowana przy klasztorze w Pasărea. Dokładne miejsce pochówku nie jest obecnie znane.
W okresie rządów komunistycznych jej imię nosił bulwar w centrum Bukaresztu, który w 1989 powrócił do nazwy Bulevardul Lascăr Catargiu.